# Usthazades
Ne doit pas être confondu avec Ustazade Silvestre de Sacy.
Usthazades (†341) est un eunuque de la cour royale perse au IVe siècle. Il est mort martyr pour sa foi chrétienne en 341. Il est fêté le 16 avril.

## Biographie
Usthazades est eunuque à la cour royale des Sassanides en Perse. Il a, dans le cadre de sa mission, élevé et éduqué le roi Chapour II. Il est également converti au christianisme,.
Devenu roi Chapour II, promeut la religion du Zoroastrisme dans son royaume comme religion officielle. Lorsqu'il entre en guerre avec l'Empire byzantin, christianisé lors du règne de Constantin Ier, il ordonne une persécution des chrétiens présents dans son royaume. Les églises et les autels sont renversés, les monastères brulés. 
Usthazades est effrayé par cette persécution et décide de renier sa foi chrétienne. Mais l'évêque saint Siméon, en discutant avec lui, l'amène à revenir sur sa décision. Usthazades va alors publiquement déclarer sa foi en 341, ce qui entraine son arrestation. Il est torturé et finalement décapité dans le palais d'Ardachir, frère du roi (palais situé en Adiabène),.
Saint Usthazades est fêté le 16 avril d’après le Martyrologe romain,.